# Ailinglaplap
Ailinglaplap o Ailingapalap è una municipalità delle Isole Marshall con 1 959 abitanti.
La municipalità è costituita dall'omonimo atollo, costituito da 52 isolette (le principali sono: Airuk, Beran, Bikor, Buoj, Enewe, Ennak, Jabwan, Jeh, Kattiej, Mejajok, Mejil, Tobomaro e Woja), nella Catena delle Ralik, nell'Oceano Pacifico, a circa 152 km dall'atollo Jaluit, la terra emersa più vicina.
L'atollo è costituito da una ampia laguna (750 km²). Le terre emerse, sono quasi a pelo d'acqua alzandosi di pochissimi metri sul livello del mare, nei punti più alti. L'atollo è circondato da reef.
La vegetazione dell'atollo è costituita principalmente da palme da cocco.
I quattro centri principali dell'atollo sono: Woja, sulla punta occidentale dell'atollo, Jeh, a nord, e Airok e Bouj a sud.
L'ex presidente delle Marshall Kessai Note è nato su quest'atollo il 7 agosto 1950.

## Nome
"Ailinglaplap" si può tradurre come "l'atollo più grande", da "aelon", atollo, e "laplap", suffisso superlativo, perché le più importanti legende del popolo delle Marshall sono nate da quest'atollo.
La municipalità è stata chiamata in passato anche con i seguenti nomi:
- Ailinglab-Lab,
- Cromtschenko (Kotzebue 1816),
- Elmore (Dennet 1797),
- Kramtscheck,
- Lambert (Dennet 1797),
- Menchikoff I. (Bond 1792),
- Museeket (isoletta),
- Odia

## Popolazione
| Popolazione |       |       |       |       |       |       |  |  |  |
| Anno        | 1958  | 1967  | 1973  | 1980  | 1988  | 1999  |  |  |  |
| Abitanti    | 1.288 | 1.195 | 1.100 | 1.385 | 1.715 | 1.959 |  |  |  |
|             |       |       |       |       |       |       |  |  |  |

## Storia
Ailinglaplap fu scoperta il 15 dicembre 1792 dal capitano britannico Henry Bond, anche se la scoperta delle Ratak si deve allo spagnolo Alonso de Salazar nel 1526. L'isola seguì la sorte dell'arcipelago nel cadere prima in mano spagnola, poi tedesca (1885), giapponese (1914) e statunitense (1944).